# Tom Lehrer
Pour les articles homonymes, voir Lehrer.
Thomas Andrew Lehrer, dit Tom Lehrer, est un auteur-compositeur-interprète américain, également mathématicien, né le 9 avril 1928 à Manhattan dans l'Upper East Side et mort le 26 juillet 2025 à  Cambridge (Massachusetts).
Il est connu principalement pour ses chansons satiriques, composées au cours des années 1950. En avance sur son temps sur des questions telles que la pollution et la prolifération nucléaire, Tom Lehrer se fait connaître du grand public américain dans les années 1950 et 1960. Il se distingue par son humour caustique et ses rimes musicales sarcastiques.

## Biographie

### Jeunesse et formation

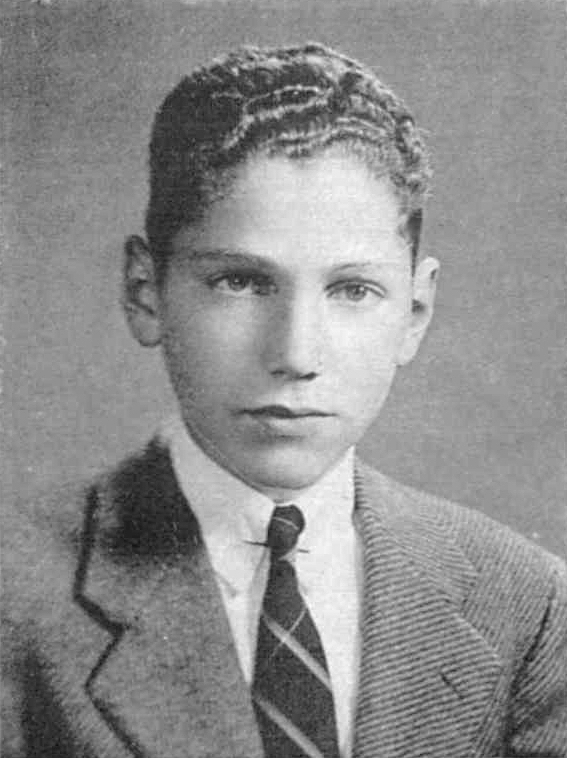
Tom Lehrer dans l'album de promotion 1943 de la Loomis Chaffee School.

Thomas Andrew Lehrer naît le 9 avril 1928 dans une famille juive laïque et grandit dans l'Upper East Side de Manhattan,. Il est le deuxième et plus jeune fils de Moses James Lehrer (1898- ?) et d'Anna Lehrer (née Waller) (1905-1978),. Il commence à étudier le piano classique à l'âge de sept ans, mais s'intéresse davantage à la musique populaire de l'époque. Finalement, sa mère l'envoie également chez un professeur de piano de musique populaire. À ce jeune âge, il commence à écrire des show tunes (en), qui l'aident finalement en tant que compositeur et écrivain satirique dans ses années de conférences à Harvard College et plus tard dans d'autres universités.
Tom Lehrer fréquente la Horace Mann School (en) à Riverdale (en), une partie du Bronx,. Il participe aussi au Camp Androscoggin (en), en tant que campeur et conseiller. À l'âge de 15 ans après avoir été diplômé de la Loomis Chaffee School (en), Lehrer est considéré comme un enfant prodige et entre au Harvard College où l'un de ses professeurs est Irving Kaplansky,,. Alors qu'il est étudiant en mathématiques au Harvard College, il commence à écrire des chansons humoristiques pour divertir ses amis, notamment Fight Fiercely, Harvard (en) (1945). Ces chansons ont ensuite été nommées collectivement The Physical Revue, une référence plaisante à une revue scientifique de premier plan, la Physical Review.

### Carrière universitaire et militaire

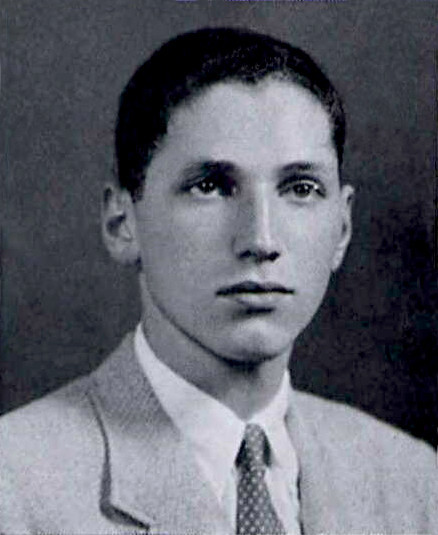
Tom Lehrer dans The Harvard Album 1947–1948.

Tom Lehrer est diplômé de Harvard avec un Baccalauréat ès arts en mathématiques, en 1946. Tom Lehrer reçoit le diplôme l'année suivante et est intronisé Phi Beta Kappa. Il enseigne les mathématiques et d'autres cours au MIT, à Harvard, à Wellesley et à l'université de Californie à Santa Cruz. Tom Lehrer travaille comme chercheur au laboratoire scientifique de Los Alamos.
En 2020, Tom Lehrer a révélé publiquement qu'il avait été affecté à la NSA, étant donné que le simple fait que la NSA existe était classifié à l'époque, Tom Lehrer s'est retrouvé dans la position d'utiliser implicitement le travail sur les armes nucléaires comme couverture pour quelque chose de plus sensible,.

### Carrière musicale
En 1953, Tom Lehrer décide de réaliser un disque, qu'il enregistre pour 15 dollars dans un studio de Boston. L'album Songs by Tom Lehrer, pressé à 400 exemplaires, est composé de chansons satiriques. Le disque se vend grâce au bouche à oreille. Lehrer passe deux ans dans l'armée. À son retour, il commence à se produire dans les clubs. Son second disque, An Evening Wasted with Tom Lehrer, est enregistré en concert en 1959. Les mêmes chansons, cette fois jouées en studio, figurent sur More of Tom Lehrer, sorti l'année suivante. Toujours en 1960, il édite Tom Lehrer Revisited, qui présente les chansons de son premier disque enregistrées en public. En 1964, Lehrer compose des chansons pour la version américaine de l'émission satirique That Was the Week That Was (en), diffusée par NBC. Des versions live de ces morceaux figurent sur l'album That Was the Week That Was, édité en 1965 par Reprise Records. Il atteint la 18e place du hit parade américain. Le label réédite ses premiers albums.
Tom Lehrer abandonne la scène en 1960, après avoir donné une centaine de concerts.
En 2000, Rhino édite The Remains of Tom Lehrer, un coffret de trois disques comprenant des chansons remastérisées ainsi que des titres enregistrés en concert.
En octobre 2020, il place 96 de ses chansons dans le domaine public et les met à disposition en libre téléchargement sur son site. En novembre 2022, Tom Lehrer renonce officiellement aux droits d'auteur et aux droits d'exécution/d'enregistrement de ses chansons, rendant toute la musique et les paroles composées par lui gratuites pour tous.

### Mort
Tom Lehrer meurt le 26 juillet 2025 a l'âge de 97 ans, à son domicile de  Cambridge, près de Boston dans le Massachusetts.

## Discographie

### Albums
- 1953 : Songs by Tom Lehrer (Lehrer Records)
- 1959 : An Evening Wasted with Tom Lehrer (Lehrer Records)
- 1960 : More of Tom Lehrer (Lehrer Records)
- 1960 : Revisited (Lehrer Records)
- 1965 : That Was the Year That Was (Reprise/Warner)

### Compilations
- 1997 : Songs & More Songs by Tom Lehrer (Rhino)
- 2000 : The Remains of Tom Lehrer (Rhino)
- 2010 : The Tom Lehrer Collection